# Сіґфрід Лундберґ
Сіґфрід Лундберґ (швед. Sigfrid Lundberg, 15 лютого 1895 — 19 травня 1979) — шведський велогонщик.
Срібний призер Олімпійських Ігор 1920 року в роздільній командній гонці.